# 彰化鎮東宮
24°04′49″N 120°32′40″E / 24.080412°N 120.544388°E
彰化鎮東宮，是位於臺灣彰化縣彰化市永福里的池府王爺廟兼石頭公廟，因廟內的石頭公而與琉球的龍泉教有所交流。

## 廟宇
鎮東宮石頭公廟建於嘉慶廿年（1815年）。
主祀池府千歲與石頭公的廟身位在彰化市永福里永福街小巷內，其中石頭公乃是嘉慶年間在彰化城東門築城挖墓時，發現與人形相似的石頭，因而供奉在此。廟內有前署北路中營都閫府岑廷高於道光敬獻的「正直感通」匾額。彰化市長邱建富曾表示，會將鎮東宮納入市區名勝導覽。
過去因年久失修，1989年時才由地方耆宿許煌發起重建，建材主要使用名山岩石。廟方管委會也買下旁邊土地，提供舊稱「外泗汛」的永福里的里民作活動中心。

## 交流
琉球首里龍泉寺主持高安六郎在臺灣日治時期曾住過臺中，戰後時期曾參加琉球藝能親善團回臺灣表演，也是永芳影業公司與琉球合拍的《琉球之戀》演員之一。1973年，他說他夢見石頭公要他回中臺灣尋根。
高安六郎透過中琉文經協會安排，率領幾名信徒來臺灣，由彰化縣長吳榮興及彰化市長王紹義出面接待。一行人透過縣府文獻課資料找石頭公廟，先到社頭泰安宮，但高安六郎表達感覺頭痛。後來再去彰化市的鎮東宮時，就說感覺像回家，認定此廟的石頭公為琉球石頭公的根源。於是，高安六郎在石頭公生日，農曆八月十五日前後，都會率琉球龍泉寺信眾來此祭拜。鎮東宮興還雕塑石頭公、媽祖神像到琉球安座。
1984年4月初，鎮東宮發爐，副爐主李漢註認為廟中的石頭公、媽祖神像也想到琉球一遊，於是透過彰化市協成旅行社安排出國旅遊。同年7月13日出發，當年協助琉球石頭公尋根的吳榮興、王紹義也應邀參加，有九十三名信徒前往琉球進香，於同月17日經由香港返回彰化。
- 永福街的牌坊。
- 通往此廟的巷弄。
- 門牌為永福街六十八巷19號。
- 廟內
- 重建紀念文
- 池府王爺、石頭公等神像。
- 該廟人員至琉球龍泉教團的照片。
- 龍泉教教主高安六郎贈送的同胞盟友之證。